# Montagnes Guadalupe
Ne doit pas être confondu avec Sierra de Guadalupe ou Sierra de Guadalupe (Espagne).
Les montagnes Guadalupe (Guadalupe Mountains en anglais) sont une chaîne montagneuse qui se situe à l'ouest du Texas et au sud-est du Nouveau-Mexique. Elle se trouve au sud-est des montagnes Sacramento et à l'est des montagnes Brokeoff. Leur point culminant est le pic Guadalupe (2 667 mètres d'altitude). El Capitan en est l'un des sommets les plus reconnaissables.

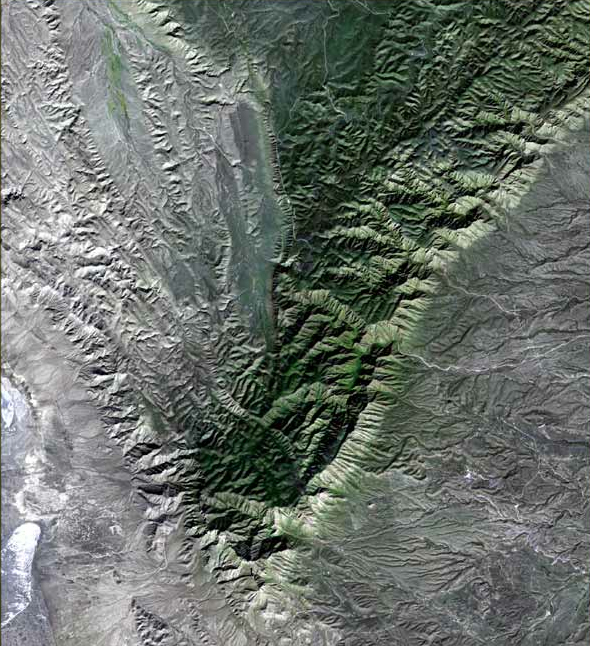
Image satellite des montagnes Guadalupe.

## Protection

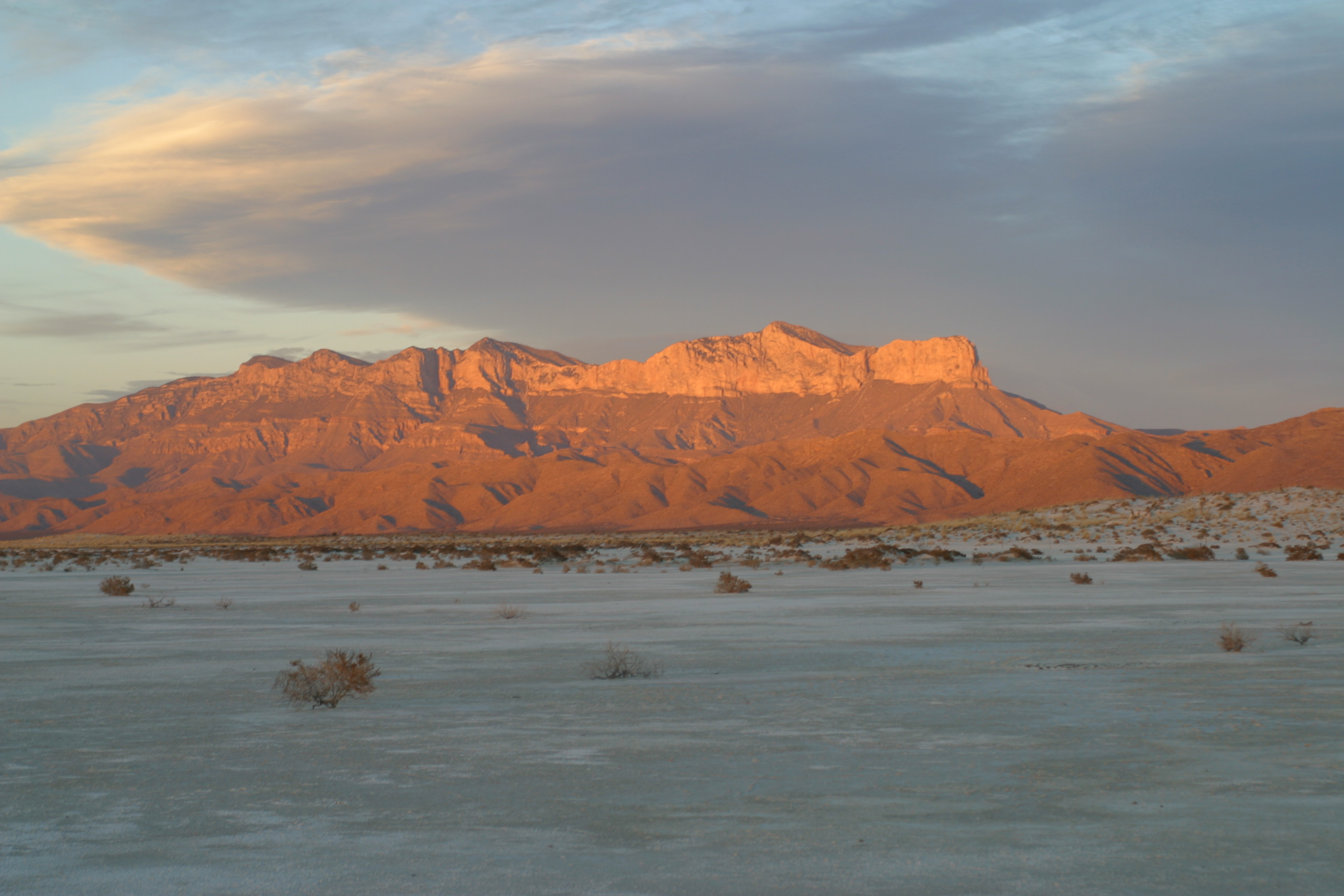
Face ouest des montagnes Guadalupe au coucher du soleil.

Les montagnes Guadalupe s'étendent sur deux parcs nationaux américains : le parc national des Guadalupe Mountains au Texas et le parc national des grottes de Carlsbad au Nouveau-Mexique.

## Sommets
- Pic Guadalupe (Guadalupe Peak en anglais), 2 667 mètres d'altitude.
- Bush Mountain, 2 631 mètres d'altitude.
- Pic Shumard, 2 626 mètres d'altitude.
- Pic Bartlett (en anglais : Bartlett Peak), 2 593 mètres d'altitude.
- Pic Hunter (en anglais : Hunter Peak), 2 551 mètres d'altitude.